# 阔叶蜀五加
阔叶蜀五加（学名：Eleutherococcus setchuenensis var. latifoliatus）为五加科五加属蜀五加的变种。分布于中国大陆的甘肃等地，生长于海拔2,500米的地区，目前尚未由人工引种栽培。